# Binger Loch
49° 58′ 28″ N, 7° 52′ 21″ E

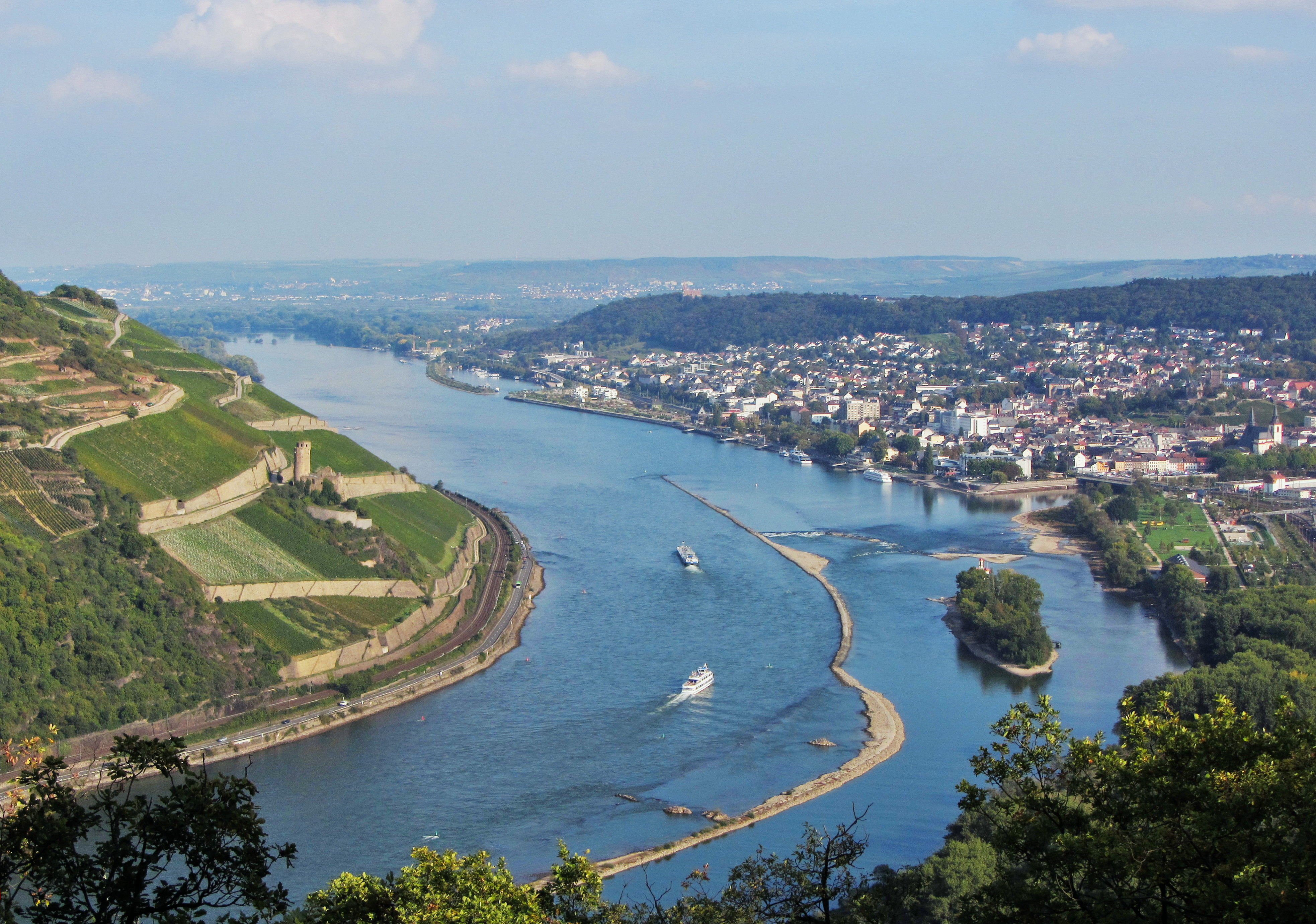
Binger Loch en 2011

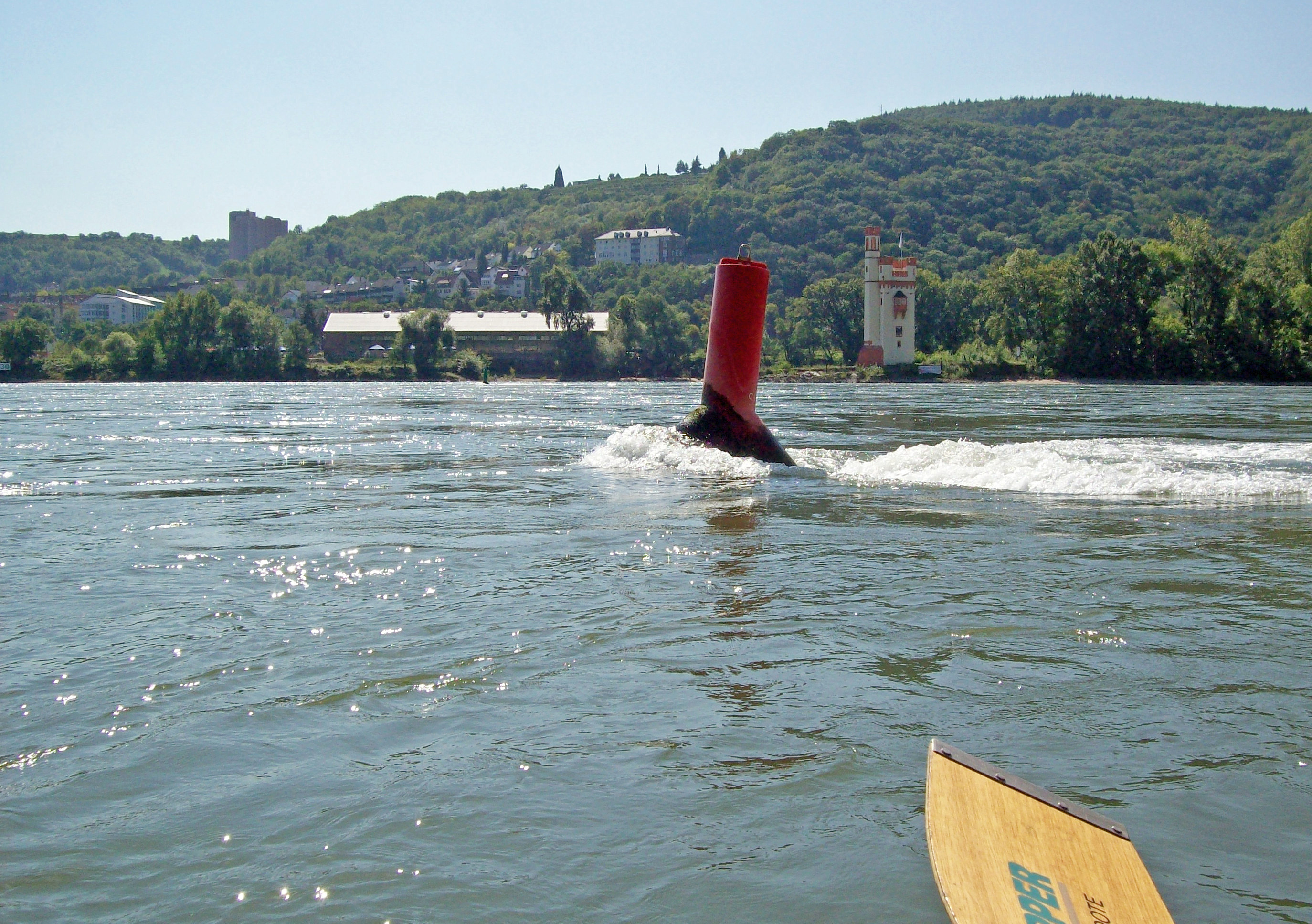
Marque dans le Binger Loch

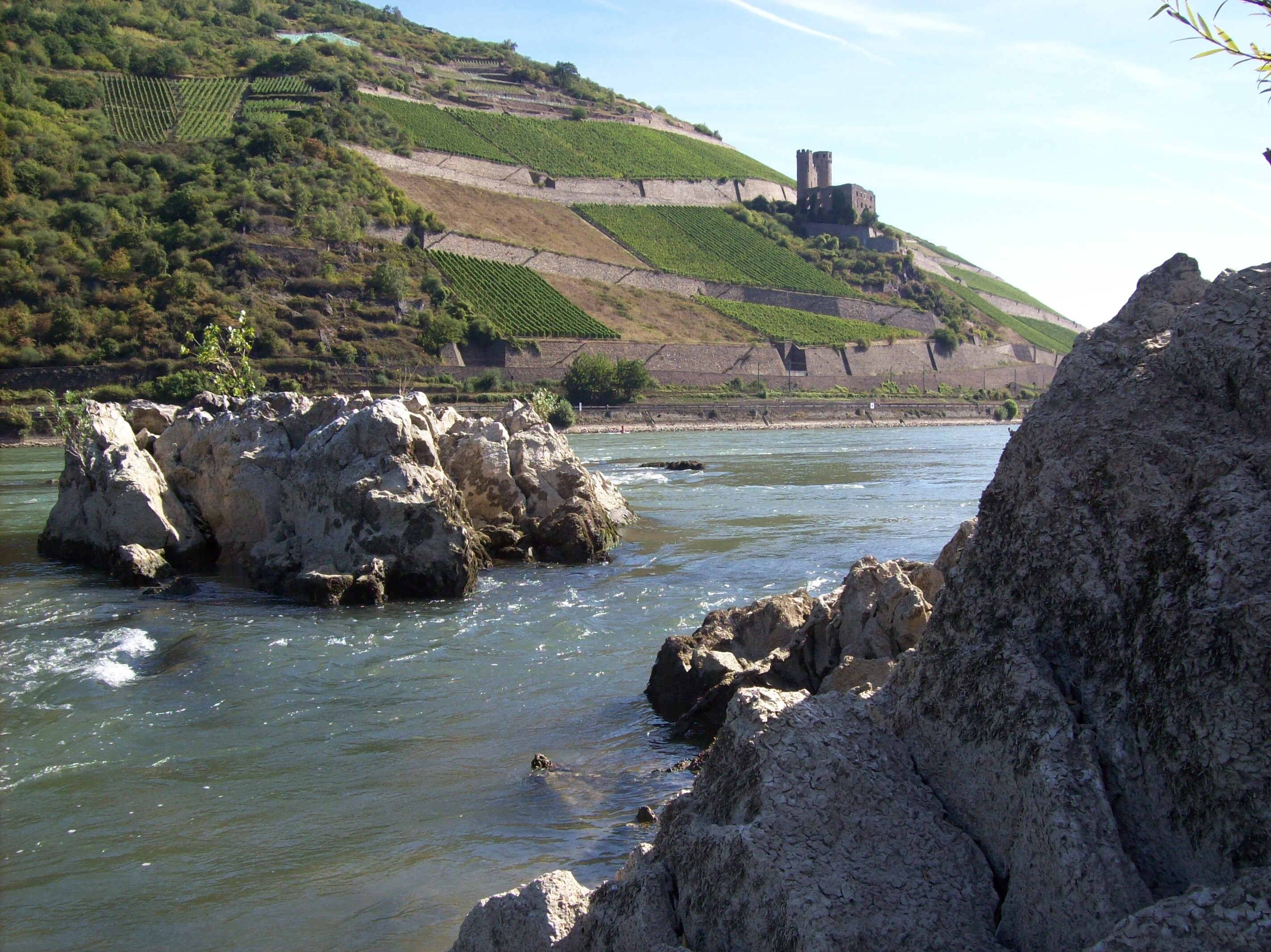
Rocher

Le Binger Loch (trou de Bingen) est le passage navigable le plus difficile du Rhin. Il se trouve au kilomètre 530,8 de ce fleuve, entre le Château d'Ehrenfels en amont et le Mäuseturm de Bingen en aval. Il est constitué par une cluse du massif schisteux rhénan dans laquelle un récif de quartzite subsiste. Autrefois, les barges du Moyen Âge ne pouvaient pas le traverser. Il fallait donc décharger le bateau et porter les tonneaux de vin ou d'autres marchandises à travers le Niederwald bei Rüdesheim (route des commerçants) jusqu'à Geisenheim.
Un passage pour la navigation a été créé au milieu du XIXe siècle par l'explosion de la barrière rocheuse, d'où le nom trou de Bingen.

## Obstacle d'écoulement

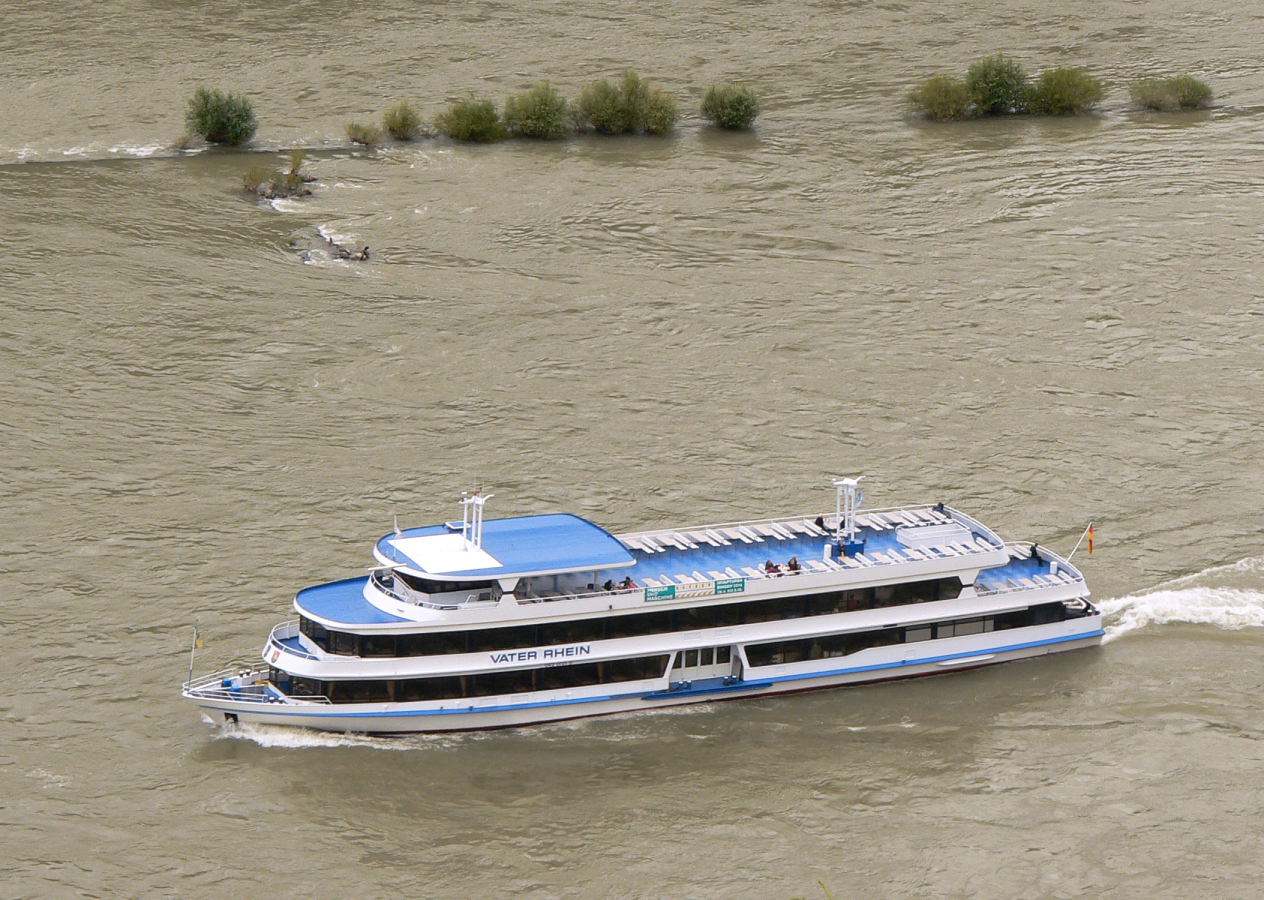
Un navire à passagers passant le Binger Loch

Le déclivité du Rhin s'accentue à partir de cette barrière. Elle passe ainsi de 10 cm/km en amont de Rüdesheim am Rhein à 65 cm/km en aval du Binger Loch. Le limnimètre en amont indique 77,4 m NN et trois kilomètres plus en aval, il indique 75,4 m NN. En cas d'étiage, le niveau d'eau en aval du Binger Loch est plus bas de 80 cm, par conséquent la vitesse de l'écoulement augmente.
La largeur du fleuve est aussi différente. Dans le Obere Rheingau, les deux rives sont distantes de 1 000 m, laissant ainsi la place pour de nombreuses petites îles. Mais à la hauteur de la Lorelei, il se rétrécit à environ 160 m pour la même quantité d'eau.

## Canalisation
Les Romains ont essayé en vain de créer un passage. Au XVIIe siècle, sur demande des commerçants de Francfort, un passage de 4 m de large est créé. Mais à la suite de l'accélération du débit, le château d'eau sur le Rhin s'ensablait. Aujourd'hui des 32 îles ne restent que six. Trois îles disparaissaient par inondation. À Mayence, le niveau d'eau sous la Cathédrale baissait à tel point que les 20 000 pilotis en chêne portant le bâtiment commençaient à pourrir; il fallut construire une nouvelle fondation plus profonde. Ces travaux eurent lieu de 1909 à 1928.
Mais la situation de la navigation ne s'améliora en définitive qu'après les explosions de 1830 à 1841 exécutées par les Prussiens. Le Binger Loch fut alors élargi à 14 m. Dès qu'une  largeur de 9 m fut atteinte, un monument fut établi sur les rochers côté Bingerbrück. En 1860 la construction d'un deuxième passage commença sur la rive gauche, ce qui créa une ouverture de 90 m dans le récif. En 1867, le nouveau chenal était séparé du fleuve principal par un mur parallèle d'une longueur d'1 km. Entre 1925 et 1932 la largeur était diminuée de 60 m et en même temps on établissait des ralentisseurs pour obtenir la profondeur nécessaire. Entre 1893 et 1894, le Binger Loch était élargi d'abord de 30 m puis de 1966 à 1977, on arrivait à la largeur d'aujourd'hui de 120 m. Le deuxième passage fut alors fermé.

## Monument

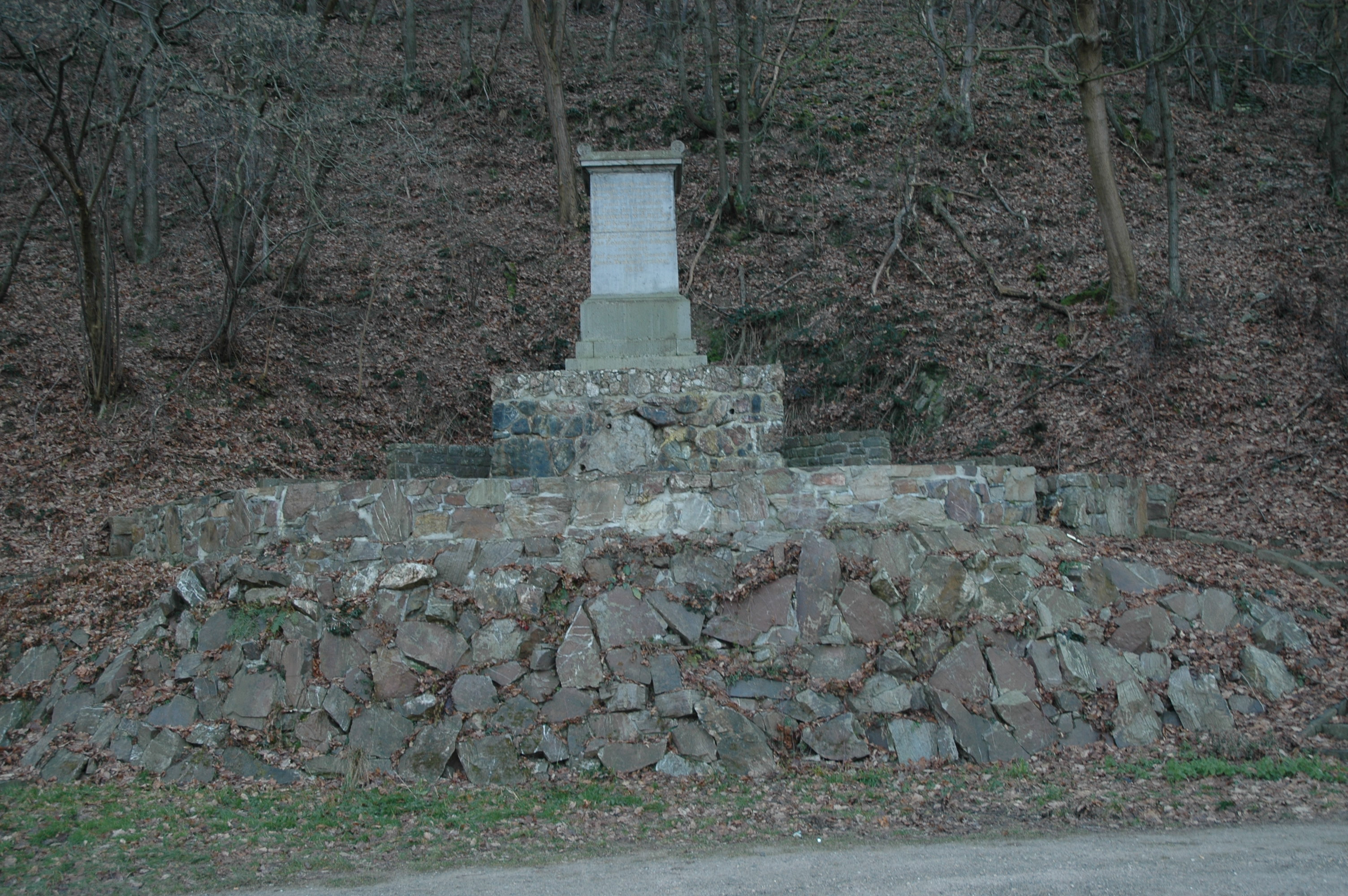
Monument pour l'élargissement de 1832

En 1832 le monument pour l'élargissement du Binger Loch était construit près de Weiler bei Bingen et montre l'inscription: 
An dieser Stelle des Rheins verengte ein Felsenriff die Durchfahrt. Vielen Schiffen wurde es verderblich. Unter der Regierung Friedrich Wilhelm des III. König von Preußen ist die Durchfahrt nach dreijähriger Arbeit auf 210 Fuß (ca. 66 m) das Zehnfache des Früheren verbreitert. Auf gesprengtem Gestein ist dieses Denkmal errichtet. 1832